# جرج پکهام
جورج «پورکی» پکهام (انگلیسی: George "Porky" Peckham؛ زادهٔ ۱۹۴۲ بلکبرن) یک مهندس ضبط اهل انگلستان است.